# 5830 Simohiro
Az 5830 Simohiro (ideiglenes jelöléssel 1991 EG) a Naprendszer kisbolygóövében található aszteroida. Nídzsima Cuneo és Urata Takesi fedezte fel 1991. március 9-én.